# Babylon Sisters
Babylon Sisters è un film del 2017 diretto da Gigi Roccati.

## Trama
Periferia di Trieste. In una palazzina fatiscente abitano alcune famiglie di immigrati di varia provenienza, cinese, indiana, turca, ed uno scorbutico professore italiano, che devono fronteggiare il problema di uno sfratto esecutivo ricevuto dal proprietario dell'immobile. 